# Preußischer Staatsrat (ab 1933)
Der Preußische Staatsrat war ab Juli 1933 ein beratendes Gremium im nationalsozialistischen Deutschen Reich.

## Geschichte

### Vorgeschichte
Während der Weimarer Republik bestand im Freistaat Preußen ein Verfassungsorgan mit dem Namen Preußischer Staatsrat. Dieses setzte sich aus Mitgliedern zusammen, die von den preußischen Provinziallandtagen gewählt worden waren.
Mit der parallel zur Reichstagswahl durchgeführten Neuwahl zum Preußischen Landtag am 5. März 1933 und den am 12. März 1933 durchgeführten Wahlen zu den Provinziallandtagen konnte sich die NSDAP im Landtag und im von den Provinziallandtagen beschickten Staatsrat die notwendige Mehrheit sichern, um am 18. Mai 1933 ein preußisches Ermächtigungsgesetz zu verabschieden. Dieses gab auf Landesebene der preußischen Landesregierung die entsprechenden Vollmachten, wie sie auf Reichsebene die Reichsregierung durch das Ermächtigungsgesetz vom 24. März 1933 erhalten hatte. Damit waren dem Staatsrat seine kolegislative und seine koexekutive Funktion endgültig genommen. Mit Artikel 15 des preußischen Gesetzes über den Staatsrat vom 8. Juli 1933 wurde alsdann der Staatsrat in seiner bisherigen Funktion aufgelöst.

### Gründung des Staatsrates
Das „Gesetz über den Staatsrat“ schuf nun ein neues Gremium im Sinne der nationalsozialistischen Weltanschauung. Es war nun ein rein beratendes Gremium. Der Staatsrat bestand aus Mitgliedern kraft Amtes und Mitgliedern, die Hermann Göring in seiner Funktion als preußischer Ministerpräsident ernannte, um sie mit dem Staatsrats-Titel auszuzeichnen. Mitglieder kraft Amts waren die preußischen Minister und Staatssekretäre sowie einige andere Amtsträger.
Voraussetzung für die Mitgliedschaft waren ein Wohnsitz in Preußen und ein Mindestalter von 25 Jahren. Inkompatibilitäten bestanden für Reichsminister (soweit diese nicht gleichzeitig preußische Minister waren) sowie Beamte und Minister eines außerpreußischen Landes.
Die Mitgliedschaft endete durch das Ausscheiden aus dem Amt (bei den Mitgliedern qua Amt). Die ernannten Mitglieder schieden durch Tod, Rücktritt oder Entlassung durch Göring aus dem Amt. Die Mitglieder des Staatsrates erhielten eine Aufwandsentschädigung von 1000 RM monatlich (ab dem 1. April 1936: 500 RM).

### Die Sitzungen des Staatsrates
Es fanden nur sechs Sitzungen des Staatsrates statt. Der Staatsrat trat erstmals am 15. September 1933 in der Aula der Friedrich-Wilhelms-Universität zu Berlin zusammen. Die zweite Staatsratssitzung fand am 12. Oktober 1933 statt. Am 18. Juni 1934 erfolgte die dritte Sitzung mit einem Bericht des Finanzministers über die finanzielle Lage Preußens. Die vierte Sitzung war auf den 21. März 1935, den zweiten Jahrestag des Tages von Potsdam einberufen, die fünfte auf den 25. Juni 1935. Am 5. März 1936 fand dann die letzte Sitzung statt.

### Das Ende des Staatsrates
Der Staatsrat wurde nicht mehr einberufen, bestand jedoch fort. 1943 wurde mit Albert Hoffmann zum letzten Mal ein Staatsrat ernannt. Mit dem Ende der nationalsozialistischen Gewaltherrschaft 1945 endete auch der Staatsrat.

## Mitglieder
Ab dem 8. Juli 1933 wurden die ersten Mitglieder berufen. Für die Mitglieder siehe Liste der Mitglieder des preußischen Staatsrates (ab 1933).